# Plusia yokohamensis
Plusia yokohamensis är en fjärilsart som beskrevs av Felix Bryk. Plusia yokohamensis ingår i släktet Plusia och familjen nattflyn. Inga underarter finns listade i Catalogue of Life.